# Parc national La Malinche
Le parc national La Malinche (espagnol : Parque nacional La Malinche) est un parc national du Mexique situé dans les États du Tlaxcala et du Puebla. Il a une superficie du 457,11 km2 et a été créé le 6 octobre 1938. Il comprend La Malinche, un des volcan de la cordillère néovolcanique. Il est administré par la Comisión Nacional de Áreas Naturales Protegidas.
Le parc est à l'est de la ville de Mexico et à 20 kilomètres de la ville de Puebla.